# Power Windows
A Power Windows a kanadai Rush együttes tizenegyedik stúdióalbuma (összességében a tizenharmadik nagylemeze), amely 1985 októberében jelent meg a Mercury Records kiadásában. Az előző albumhoz hasonlóan itt is a new wave stílus és a szintetizátor-hangzás jellemzik a dalokat, de első ízben bukkannak fel vonósok és kórus egy Rush-lemezen. Először dolgoztak együtt Peter Collins pop-producerrel, aki később további három Rush-album felvételeit irányította. A korábbi gyakorlattól eltérően ez alkalommal nem egyetlen stúdióban dolgoztak, hanem több különböző helyszínen.
A kislemezen is kiadott The Big Money című dal a 45. helyet szerezte meg a Billboard Hot 100 slágerlistán, és 4. volt a Billboard Mainstream Rock listáján. Ez utóbbi listán az album további dalai közül a Manhattan Project a tizedik, a Mystic Rhythms huszonegyedik, míg a Territories a harmincadik helyezést érte el. Maga az album platinalemez lett az Egyesült Államokban, ahol a 10. helyig jutott a popalbumok Billboard listáján, míg a brit albumlistán a 9. helyet érte el. 1997-ben a Rush Remasters sorozatban adták ki újra digitálisan feljavított hangzással az albumot.

## Az album dalai
1. The Big Money – 5:36
2. Grand Designs – 5:05
3. Manhattan Project – 5:05
4. Marathon – 6:09
5. Territories – 6:19
6. Middletown Dreams – 5:15
7. Emotion Detector – 5:10
8. Mystic Rhythms – 5:54

## Közreműködők
- Geddy Lee – ének, basszusgitár, szintetizátor, basszuspedálok
- Alex Lifeson – elektromos gitár, akusztikus gitár
- Neil Peart – dob és ütőhangszerek
- Andy Richards – billentyűs hangszerek

## Külső hivatkozások
- Rush hivatalos honlap
- Rush-diszkográfia – Prog Archives
- The Big Money videóklip
- Mystic Rhythms videóklip